# Pöppeln
Pöppeln ist ein Ortsteil von Korbußen im Landkreis Greiz in Thüringen.
Der Ortsteil liegt integriert in Korbußen an der Kreisstraße 113.

## Geschichte
Der Ort wurde am 7. November 1358 erstmals urkundlich erwähnt.
Der 1923 eingemeindete Ort Pöppeln ist noch als sorbischer Rundling zu erkennen und zwischenzeitlich mit Korbußen verwachsen.